# 西南栒子
西南栒子（学名：Cotoneaster franchetii），又名佛氏栒子（经济植物手册），为蔷薇科栒子属的植物。分布在泰国北部、缅甸北部以及中国大陆的云南、贵州、四川、西藏等地，生长于海拔2,000米至2,900米的地区，一般生长在生多石向阳山地灌木丛中。

## 特征
常绿或半常绿灌木，株高达3米。叶，卵状先端急尖，长2－3.5厘米，宽1－1.5厘米，正面鲜绿色， 背面被白或黄色柔毛。花为伞房花序，由5－15朵花组成，每朵花直径6－7毫米，花瓣5枚，外面粉色，内面白色。果实为红色梨果，直径6－9毫米，食肉质果鸟类会食用其果实，并通过排泄散布种子。
部分学者认为西南栒子有两个变种，但《中国植物志》认为二者没有区别：
- Cotoneaster franchetii var. franchetii：原变种，特征同上。
- Cotoneaster franchetii var. cinerascens Rehd.：株型较大，高达4米，叶长达4厘米，伞房花序包含的花数可达30朵。

部分学者人文还有第三个变种var. sternianus，不过这一变种常被视为独立物种硬枝栒子（Cotoneaster sternianus）。

## 栽培利用
西南栒子是一种很受欢迎的观赏植物，已在不列顛群島北美洲太平洋西北地区逸生归化。